# Chronicles (Rush)
Chronicles è una raccolta del gruppo rock canadese Rush, ed è stata pubblicata il 4 settembre 1990. Rappresenta la prima raccolta in ordine di tempo a contenere canzoni del trio tratte dai primi 12 studio album, ovvero nel periodo in cui i Rush avevano un contratto discografico con la Mercury Records. Il disco fu certificato d'oro e platino dalla RIAA il 13 aprile 1992 e doppio platino il 21 novembre 1995.

## Tracce

### Disco 1
1. Finding My Way – 5:07 (da: Rush)
2. Working Man – 7:11 (da: Rush)
3. Fly by Night – 3:21 (da: Fly by Night)
4. Anthem – 4:24 (da: Fly by Night)
5. Bastille Day – 4:39 (da: Caress of Steel)
6. Lakeside Park – 4:10 (da: Caress of Steel)
7. 2112 Overture/The Temples of Syrinx – 6:47 (da: 2112)
8. What You're Doing (Live) – 5:41 (da: All the World's a Stage)
9. A Farewell to Kings – 5:52 (da: A Farewell to Kings)
10. Closer to the Heart – 2:54 (da: A Farewell to Kings)
11. The Trees – 4:40 (da: Hemispheres)
12. La Villa Strangiato – 9:36 (da: Hemispheres)
13. Freewill – 5:25 (da: Permanent Waves)
14. The Spirit of Radio – 4:57 (da: Permanent Waves)

### Disco 2
1. Tom Sawyer – 4:37 (da: Moving Pictures)
2. Red Barchetta – 6:09 (da: Moving Pictures)
3. Limelight – 4:22 (da: Moving Pictures)
4. A Passage to Bangkok (Live) – 3:47 (da: Exit...Stage Left)
5. Subdivisions – 5:34 (da: Signals)
6. New World Man – 3:42 (da: Signals)
7. Distant Early Warning – 4:58 (da: Grace Under Pressure)
8. Red Sector A – 5:12 (da: Grace Under Pressure)
9. The Big Money – 5:35 (da: Power Windows)
10. Manhattan Project – 5:06 (da: Power Windows)
11. Force Ten – 4:33 (da: Hold Your Fire)
12. Time Stand Still – 5:10 (da: Hold Your Fire)
13. Mystic Rhythms (Live) – 5:42 (da: A Show of Hands)
14. Show Don't Tell – 5:00 (da: Presto)

## Formazione
- Geddy Lee - basso, voce, sintetizzatori
- Alex Lifeson - chitarra ed acustica, sintetizzatori
- Neil Peart - batteria, percussioni elettriche ed acustiche
- John Rutsey - batteria traccia 1 e 2 disco 1

## Classifiche
Album - Billboard (Nord America)
| Anno | Classifica             | Posizione |
| ---- | ---------------------- | --------- |
| 1990 | Billboard's Pop Albums | 51        |